# Erasmo Marrè
Erasmo Marrè detto "Minetto" (Genova, 1920 – Milano, 11 dicembre 2011) è stato un partigiano italiano.

## Biografia
Laureato in scienze naturali all'Università di Genova e militante della FUCI, la federazione degli universitari cattolici. Dopo l'8 settembre 1943 attraversò le linee per combattere contro i nazifascisti a fianco degli alleati. Non essendo ancora riorganizzato l'esercito nel sud, fu indirizzato da Aldo Moro all'Organizzazione Resistenza Italiana (ORI), struttura del Partito d'Azione che agiva in stretta collaborazione con l'Office of Strategic Services (OSS) statunitense, organizzata da Raimondo Craveri, genero del filosofo Benedetto Croce.
Dopo un periodo di addestramento a Brindisi e in nord Africa come sabotatore, esperto di trasmissioni e paracadutista, fu lanciato nel luglio 1944 nei pressi del Monviso, insieme a tre collaboratori (Team Meriden). Il suo compito era di collegarsi con una radiotrasmittente con lo Stato Maggiore americano in Italia, raccogliere informazioni militari sul triangolo Genova - Albenga - Alessandria e collegarsi con i partigiani.
Dopo alcune brevi soste a Ovada, Gavi e Gorreto sistemò la sua radio in frazione Piancerreto di Cabella Ligure, di comune accordo col comandante della Divisione Cichero, Aldo Gastaldi "Bisagno", col quale stabilirà rapporti di stretta amicizia e collaborazione. Dalla base di Pincerreto, percorrendo l'Appennino pose in essere una solida rete di informatori. Nel gennaio 1945, essendosi sbandata la garibaldina Brigata Arzani, fu incaricato di sostituirne al comando "Marco" Franco Anselmi e ricostruì in poco tempo la brigata, schierandosi sulle prime alture dello Scrivia tra Arquata Scrivia e Tortona. Alla liberazione occupò la valle Scrivia e Novi Ligure, stroncando la resistenza tedesca.
Nel 1947 fondò con Aurelio Ferrando il Circolo Bisagno. Successivamente ottenne la cattedra di fisiologia vegetale alla Statale di Milano e divenne scienziato di fama internazionale, entrando nell'Accademia dei Lincei.
Negli anni ottanta si ritirò a vita privata a Milano, dove morì l'11 dicembre 2011 all'età di 91 anni.